# Drage sestre moje... nije isto bubanj i harmonika
Drage sestre moje... nije isto bubanj i harmonika treći je studijski album splitske heavy metal skupine Osmi putnik, kojeg 1988. godine objavljuje diskografska kuća PGP-RTB.
Album je sniman tijekom mjeseca travnja u studio 5 PGP RTB-a. Producent je kao i na prethodnom album Mirko Krstičević, koji zajedno s Osmim putnikom potpisuje i aranžmane. Tekstove i glazbu napisao je Zlatan Stipišić osim skladbe "Riječ za kraj", koju potpisuje zajedno s Krstičevićem.

## Popis pjesama

### A strana
1. "Mi smo majstori" (3:25)
2. "Proći će sve" (4:18)
3. "Rock'N'Roll se kući vratio" (3:44)
4. "Samo za tvoju ljubav" (5:50)

### B strana
1. "Šta bi radila da nema radija" (3:25)
2. "Usne slane kao Jadran plav" (5:26)
3. "Što je meni, pjesmo moja, ostalo" (5:26)
4. "Riječ za kraj" (3:24)
  - Glazba - Mirko Krstičević
5. "Mješano meso" (4:05)

## Osoblje
Osmi Putnik
- Zlatan Stipišić - vokali
- Bojan Antolič - gitara
- Alen Koljanin - gitara
- Davor Gradinski - bas-gitara
- Mirjan Jovanović - bubnjevi

Gostujući glazbenici
- Aljoša Draganić - klavijature
- Snežana Mišković - prateći vokali

Ostalo osoblje
- Producent - Mirko Krstičević
- Aranžmani - Mirko Krstičević i Osmi Putnik
- Ton majstor - Miki Todorović
- Snimatelj - Dušan Petrović
- Snimanje -  Studio 5 PGP RTB-a
- Fotografija - Zorica Bajin-Đukanović

## Vanjske poveznice
- Službene stranice Osmog putnika  Arhivirana inačica izvorne stranice od 31. siječnja 2009. (Wayback Machine) - Recenzija albuma